# Einband-Europameisterschaft 1964

Logo CEB (ausrichtender Verband)

Veranstaltungsort: Den Helder

Die Einband-Europameisterschaft 1964 war das 13. Turnier in dieser Disziplin des Karambolagebillards und fand vom 19. bis zum 23. Februar 1964 in Den Helder statt. Es war die zweite Einband-Europameisterschaft in den Niederlanden.

## Geschichte
Wieder ungeschlagen und mit neuen Rekorden gewann Raymond Ceulemans seinen zweiten EM-Titel im Einband. Nach überragenden Leistungen bei der Belgischen Meisterschaft gab es in Den Helder durch den alten und neuen Meister mit 7,20 in GD und 11,76 im BED zwei neue Europarekorde. Henk de Kleine wurde etwas überraschend Zweiter vor dem belgischen Altmeister Clément van Hassel. Der vor Turnierbeginn höher eingeschätzte Johann Scherz wurde diesmal nur Vierter. Die deutschen Teilnehmer Ernst Rudolph und Joachim Eiter hatten mit dem Ausgang des Turniers nichts zu tun.

## Turniermodus
Hier wurde im Round Robin System bis 200 Punkte gespielt. Es wurde mit Nachstoß gespielt. Damit waren Unentschieden möglich.
Bei MP-Gleichstand wird in folgender Reihenfolge gewertet:
1. MP = Matchpunkte
2. GD = Generaldurchschnitt
3. HS = Höchstserie

## Abschlusstabelle
| MP    | Match Points (Sieger = 2; Unentschieden = 1; Verlierer = 0) |
| Pkte. | Erzielte Karambolagen                                       |
| Aufn. | Benötigte Versuche                                          |
| GD    | Generaldurchschnitt                                         |
| BED   | Bester Einzeldurchschnitt eines Spielers                    |
| HS    | Höchstserie                                                 |
|       | Bester GD des Turniers                                      |
|       | Bester ED des Turniers                                      |
|       | Beste HS des Turniers                                       |
|       | 1. Platz (Gold)                                             |
|       | 2. Platz (Silber)                                           |
|       | 3. Platz (Bronze)                                           |

| Platz                     | Name               | MP   | Pkte. | Aufn. | GD   | BED   | HS |
| ------------------------- | ------------------ | ---- | ----- | ----- | ---- | ----- | -- |
| 1                         | Raymond Ceulemans  | 16:0 | 1600  | 222   | 7,20 | 11,76 | 56 |
| 2                         | Henk de Kleine     | 10:4 | 1406  | 282   | 4,98 | 6,66  | 31 |
| 3                         | Clément van Hassel | 10:6 | 1488  | 309   | 4,81 | 8,33  | 55 |
| 4                         | Johann Scherz      | 10:6 | 1470  | 319   | 4,60 | 6,06  | 35 |
| 5                         | Bert Teegelaar     | 9:7  | 1359  | 312   | 4,35 | 5,12  | 41 |
| 6                         | Eduardo Brufau     | 8:8  | 1403  | 338   | 4,15 | 6,06  | 34 |
| 7                         | Ernst Rudolph      | 5:11 | 1311  | 381   | 3,44 | 5,71  | 33 |
| 8                         | Joachim Eiter      | 2:14 | 1043  | 312   | 3,34 | 3,77  | 32 |
| 9                         | Antonio Oddo       | 2:14 | 770   | 303   | 2,54 | 3,17  | 34 |
| Turnierdurchschnitt: 4,26 |                    |      |       |       |      |       |    |